# Поплітник довгодзьобий
Поплі́тник довгодзьобий (Cantorchilus longirostris) — вид горобцеподібних птахів родини воловоочкових (Troglodytidae). Ендемік Бразилії.

## Опис

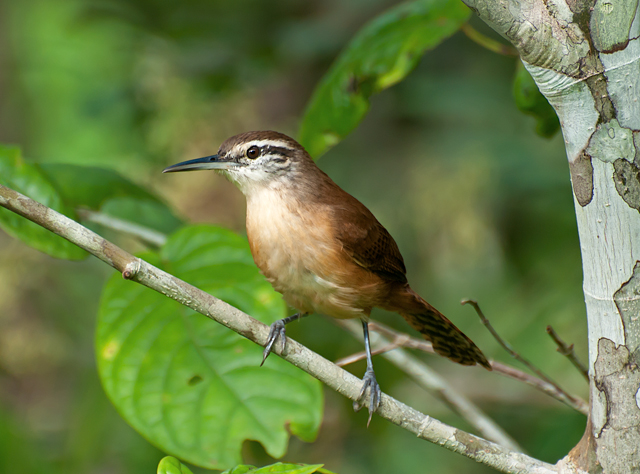
Довгодзьобий поплітник

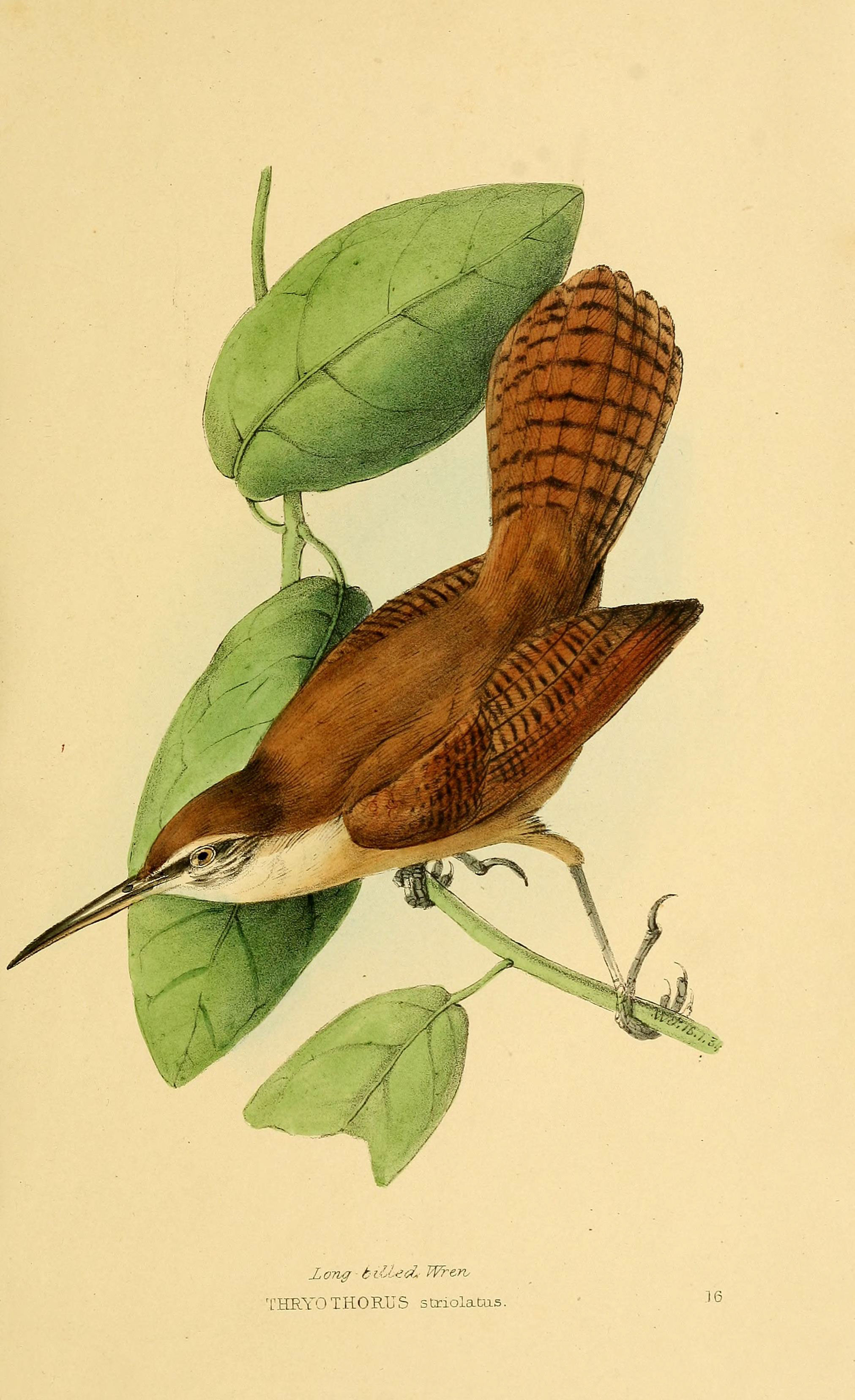
Довгодзьобий поплітник

Довжина птаха становить 19-21,5 см, вага 20-21 г. Тім'я і потилиця темно-коричневі, спина яскраво-рудувато-коричнева, на нижній частині спини нечіткі темні смуги. Крила і хвіст рудувато-коричневі, поцятковані темними смугами, на хвості вони ширші. Над очима білуваті "брови", через очі ідуть темно-коричневі смуги, щоки поцятковані білуватими і темно-сірими плямками, під дзьобом чорнуваті "вуса". Горло білувате або блідо-охристе, груди рудувато-охристі, живіт яскраво-охристий. Очі карі або червонувато-карі, дзьоб довгий, зверху темний, знизу світліший, лапи темно-сірі. Виду не притаманний статевий диморфізм. У молодих птахів смуги на обличчі менш чіткі, очі сірі, дзьоб коротший. Представники підвиду C. l. bahiae є блідішими, ніж представники номінативного підвиду.

## Підвиди
Виділяють два підвиди:
- C. l. bahiae (Hellmayr, 1904)[5] — північно-східна Бразилія (від Сеари і сходу Піауї до півночі Баїї і Алагоаса);
- C. l. longirostris (Vieillot, 1819) — узбережжя південно-східної Бразилії (від східного Мінас-Жерайса до південної Баїї і північної Парани).

## Поширення і екологія
Довгодзьобі поплітники живуть у вологих атлантичних лісах, на узліссях і галявиних та у чагарникових заростях каатинга і рестінга. Зустрічаються поодинці або парами, на висоті до 900 м над рівнем моря. Живляться комахами. Гніздування припадає на сезон дощів. Гніздо кулеподібне з трубкоподібним бічним входом, направленим донизу.